# Skútustaðagígar
Les Skútustaðagígar, toponyme islandais signifiant littéralement en français « les cratères de Skútustaðir », sont un ensemble de pseudo-cratères d'Islande situés dans le Nord du pays, sur la rive méridionale du Mývatn. Ils sont nés lorsqu'une coulée de lave émise par des fissures du système volcanique du Krafla est entrée en contact avec les eaux du lac, créant des explosions qui ont édifié ces cratères volcaniques dépourvus de racine.
Situés au bord de la route 848 au niveau de la localité de Skútustaðir, ils constituent un important site touristique de cette région de l'Islande.

Carte des Skútustaðagígar.